# 女真語
女真語（じょしんご、中国語: 女真语、拼音: Nǚzhēn Yǔ）は、満洲東部に居住し、金朝を興した女真族の言語。女真は10世紀ごろから記録に現れ、17世紀に「満洲」と改称した。

## 系統
ツングース諸語に属し、満洲語と近縁である。
女真文字によって書かれた金代の標準女真語は、黒水靺鞨の阿什河（旧名は按出虎水）完顔部方言だったとされる。一方で、中国東北部の故地に残った女真たちによって女真語の他方言は継承された。

## 明代の方言および満洲語との関係
明代には、以下の4つの方言があったとされる。
- 東海女真語：ウスリー川周辺の野人女真の方言。後の満洲語東音。
- 黒龍江女真語：黒龍江一帯の野人女真の方言。後の満洲語北音。
- 海西女真語：海西女真の方言。後に建洲女真語と合一。
- 建洲女真語：建洲女真の方言。後の満洲語南音であり、清代の標準満洲語の原型。

## 文字
女真文字は1119年までに完顔希尹によって創作された。多くの本が女真語に訳されたが、現存するものは断片的にしかない。

## 文献
- Herbert Franke, Denis Twitchett, Alien Regimes and Border States, 907–1368. The Cambridge History of China, vol 6. Cambridge University Press, 1994. ISBN 0-521-24331-9. Partial text on Google Books
- Wilhelm Grube, Die Sprache und Schrift der Jučen. Leipzig: Otto Harrassowitz, 1896.
- Daniel Kane, The Sino-Jurchen Vocabulary of the Bureau of Interpreters. (Uralic and Altaic Series, Vol. 153). Indiana University, Research Institute for Inner Asian Studies. Bloomington, Indiana, 1989. ISBN 0-933070-23-3.
- Gisaburo N. Kiyose（清瀬義三郎則府）, A Study of the Jurchen Language and Script: Reconstruction and Decipherment. Kyoto: Horitsubunka-sha, 1977. ISBN 4-589-00794-0.